# آرامگاه سید محمد یمنی
بقعه سید محمد یمنی مربوط به دوره قاجار است و در شهرستان رشت، بخش لشت نشاء، روستای لیچاه واقع شده و این اثر در تاریخ ۲۲ مرداد ۱۳۸۴ با شمارهٔ ثبت ۱۳۲۲۸ به‌عنوان یکی از آثار ملی ایران به ثبت رسیده است.